# Sautarel
Pour les articles homonymes, voir Sautarel (homonymie).
Le sautarel est un jeu sportif ancien dont la pratique subsiste au début du XXIe siècle dans quelques villages de la vallée de l'Hérault. Cité par Rabelais, le sautarel reste courant dans l'Hérault jusqu'à la Seconde Guerre mondiale, époque à laquelle sa pratique est interdite sur les places des villages pour des raisons de sécurité.

## Le jeu
Ce jeu consiste à renvoyer avec un bâton le bâton lancé par un adversaire.